# Sarcofaag van de echtgenoten
De Sarcofaag van de echtgenoten (Frans: Sarcophage des époux), die ook bekend staat als de Sarcofaag van Cerveteri, is een monumentale Etruskische urn in terracotta met bovenop twee echtgenoten die samen aanliggen bij een Etruskische banket. Het werk dateert uit het einde van de zesde eeuw v. Chr. (ongeveer 520 - 510 v. Chr.). Sinds 1862 maakt het deel uit van de collectie van het Louvre.

## Herkomst
Er zijn verschillende sarcofagen gevonden waarop twee echtgenoten zijn weergegeven. Een andere bekende versie bevindt zich in Villa Giulia in Rome. Ze zijn allemaal afkomstig van de necropolis van Banditaccia in Cerveteri (het Etruskische Caere), waar ze rond 1850 door markies Giampietro Campana ontdekt werden.
Omdat Campana een deel van zijn vermogen illegaal had verkregen, werd zijn verzameling na zijn gevangenschap en veroordeling in beslag genomen en verkocht. Napoleon III verwierf in 1861 een groot deel van de collectie. De meest waardevolle voorwerpen, waaronder de sarcofaag van het echtpaar, gingen later naar het Louvre.

## Voorstelling
De sarcofaag bestond uit vier afzonderlijke delen, die elk afzonderlijk werden gebakken. Het grootste deel van de schildering is bewaard gebleven, al zijn de kleuren wel enigszins vervaagd. 
Waarschijnlijk stellen de man en de vrouw op de sarcofaag een echtpaar voor dat samen op een bank ligt. Ze zijn iets groter dan levensgroot afgebeeld. Ze hebben hun benen gestrekt en leunen op twee kussens in de vorm van wijnzakken. De man heeft zijn rechterarm om de schouder van de vrouw geslagen, zijn linkerhand is niet meer bewaard gebleven. Het bovenlichaam van de man is bloot, terwijl de vrouw kleding draagt die haar bovenlichaam en armen bedekt. De benen van het bruidspaar zijn verborgen onder een deken of jas. Aan haar voeten draagt de vrouw calcei repandi, puntige, gesloten enkellaarzen. De man draagt geen schoenen. Het echtpaar is naar de toeschouwer toegekeerd en maakt gebaren alsof ze voorwerpen aanbieden.
Het zwarte haar van de vrouw is in fijne, lange vlechten gevlochten. Twee ervan vallen aan de voorkant over haar bovenlichaam. Op haar hoofd draagt ze een tutulus, een traditioneel Etruskische hoofddeksel. Het haar van de man is duidelijk lichter en heeft een scheiding in het midden. Aan de achterkant van zijn hoofd is het haar in lange vlechten gerangschikt. De baard van de man is daarentegen net zo donker als de haarkleur van zijn partner. De donkere okerkleurige huidskleur van de man contrasteert scherp met de bleke crèmekleurige huid van de vrouw. Beide figuren hebben vergelijkbare gezichtskenmerken: amandelvormige ogen, sterk gebogen wenkbrauwen en een archaïsche glimlach.
De sarcofaag heeft de vorm van een ligbank (kline). De Etrusken hadden, net als de Grieken voor hen, de gewoonte uit Klein-Azië om liggend te eten overgenomen. Anders dan in de Griekse wereld, waar banketten (symposion), voorbehouden waren aan mannen, zit de vrouw naast haar man op de sarcofaag in dezelfde verhouding en houding. Het is duidelijk dat vrouwen, in tegenstelling tot andere oude culturen, een belangrijke rol speelden in de Etruskische samenleving. De kleurstelling van de figuren is afgestemd op het geslacht. De okerkleurige huid van de man verwijst naar zijn activiteiten in de buitenlucht, terwijl de bleke huid van de vrouw duidt op bezigheden binnenshuis.
Het echtpaar ligt op kussens in de vorm van wijnzakken, een verwijzing naar het delen van wijn, een ceremonie die deel uitmaakte van het begrafenisritueel. Men kan ervan uitgaan dat de gebaren van het echtpaar ook op begrafenisrituelen duiden, hoewel de interpretatie bemoeilijkt wordt door de ontbrekende onderdelen. Het lijkt erop dat de vrouw met haar rechterhand iets aan haar partner geeft. Waarschijnlijk hield ze een alabastron in haar hand, waaruit ze olie druppelde in de uitgestrekte hand van haar man. Dit was bedoeld voor de zalving van de doden. Met haar linkerhand hield ze mogelijk een granaatappel vast, een symbool van onsterfelijkheid dat veel voorkwam in de oudheid. Omdat de figuren aanwezig waren bij een banket, kunnen de voorwerpen die ze vasthielden ook eet- of drinkgerei zijn geweest. Het is mogelijk dat de man in zijn rechterhand een beker vasthield die bedoeld was om een plengoffer te brengen.
Tijdens de archaïsche periode was terracotta een geliefd materiaal voor grafmonumenten en architectonische decoraties in Zuid- Etrurië. De kneedbaarheid van klei bood ambachtslieden talloze mogelijkheden en compenseerde het gebrek aan geschikte stenen voor beeldhouwkunst in het gebied. De stijl van dit grafbeeld toont de invloed die Griekse kunstenaars hadden op de Etruskische kunst uit die tijd. De gezichten en lichaamsvormen zijn geïnspireerd op de Ionische beeldhouwkunst. Er zijn echter enkele kenmerken die typerend zijn voor de Etruskische kunst, bijvoorbeeld de nadruk op de gebaren van de overledenen en een zeker gebrek aan consistentie, zoals blijkt uit de geringe plasticiteit van de benen in vergelijking met de bovenlichamen.

## Afbeeldingen

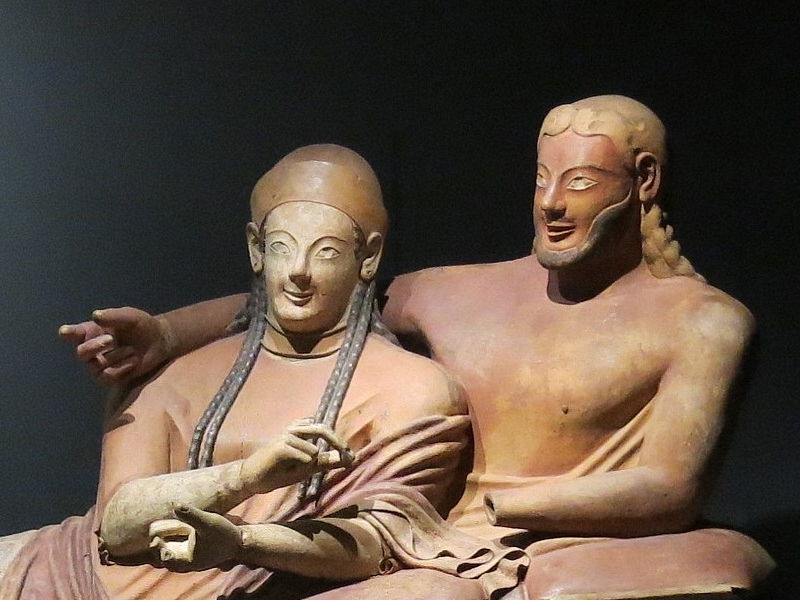
Detail
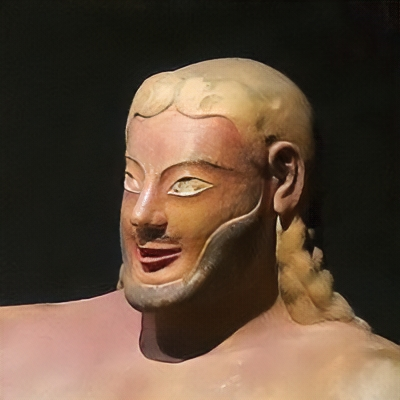
Detail
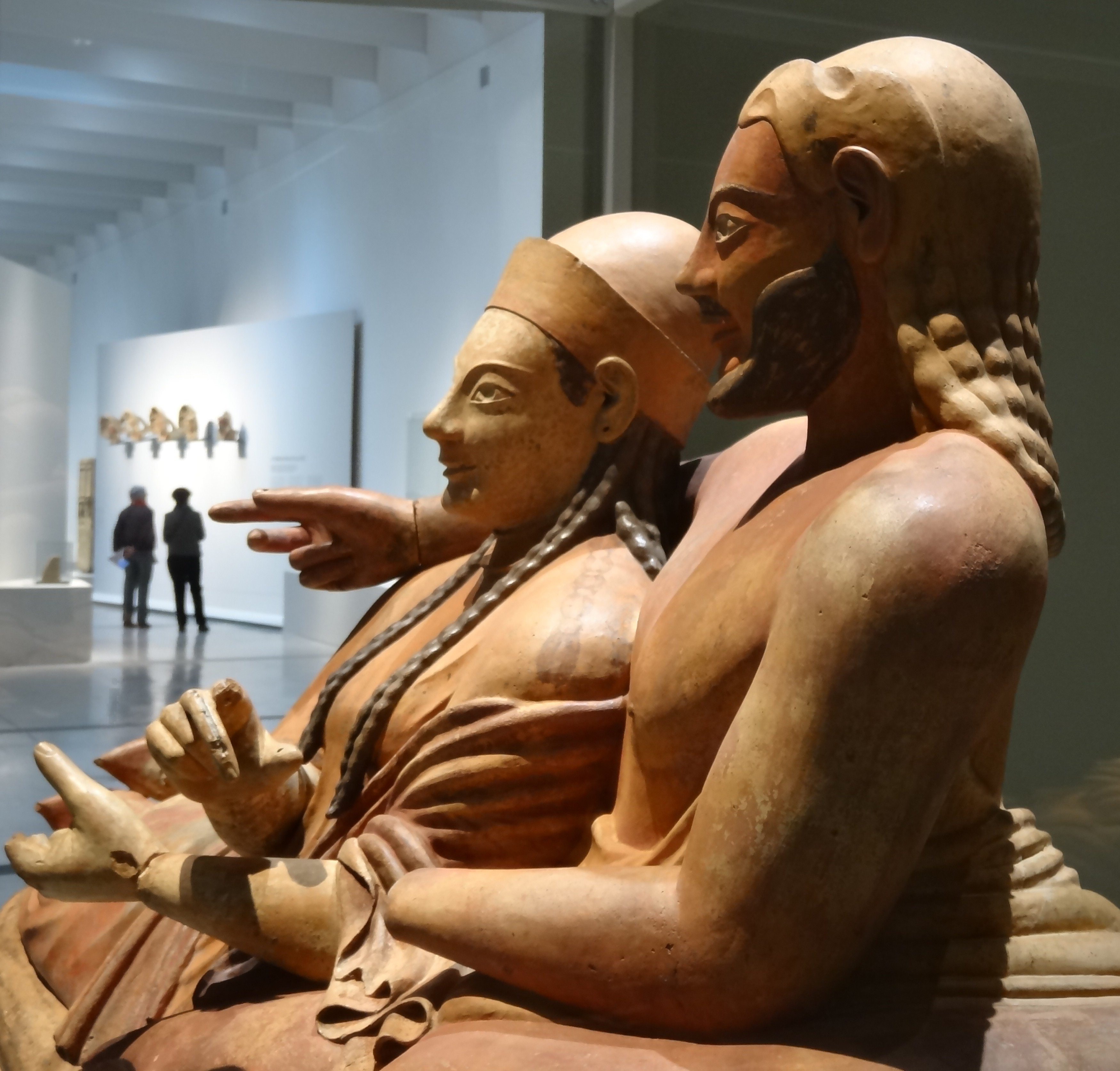
Detail
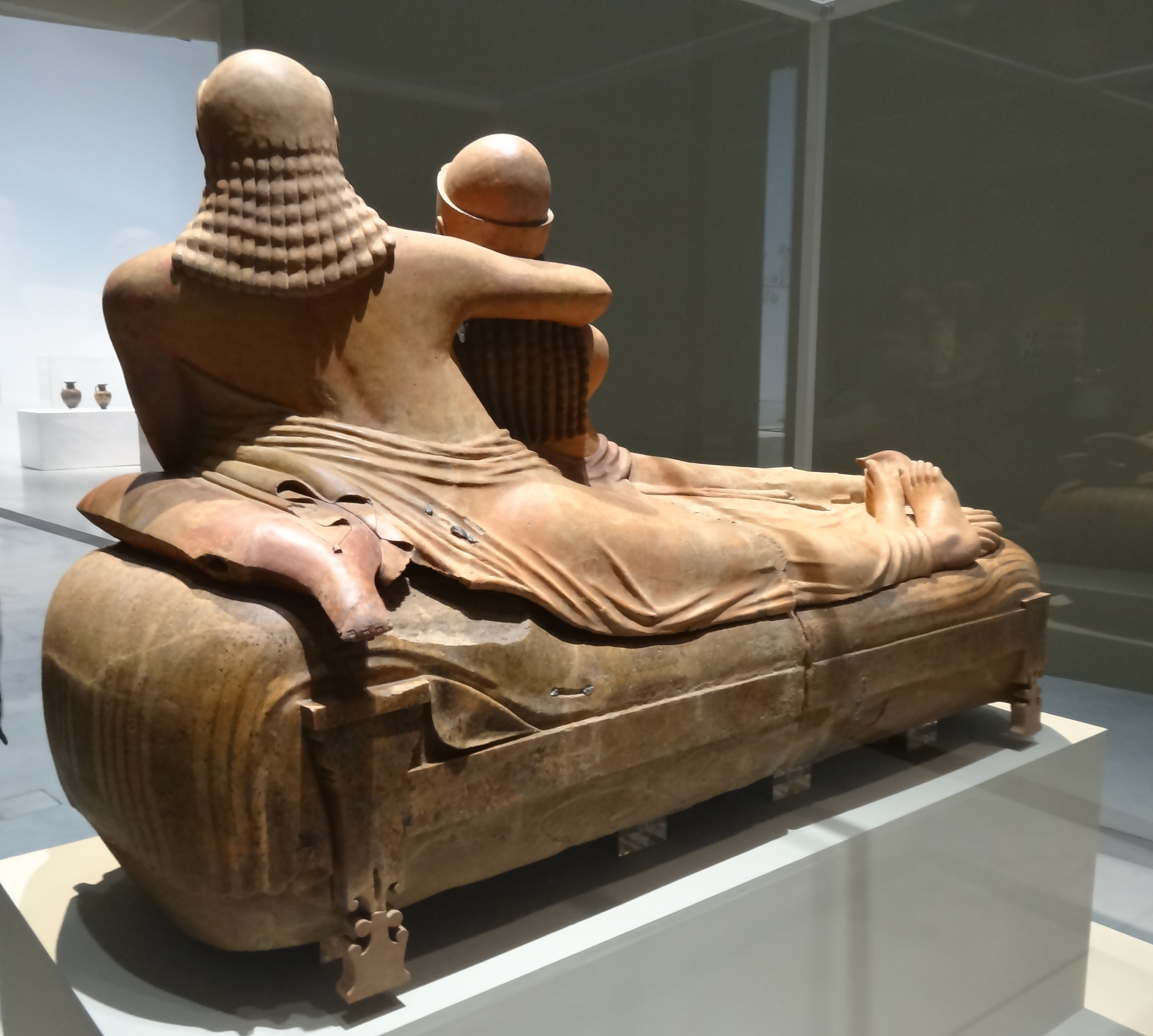
Achterzijde
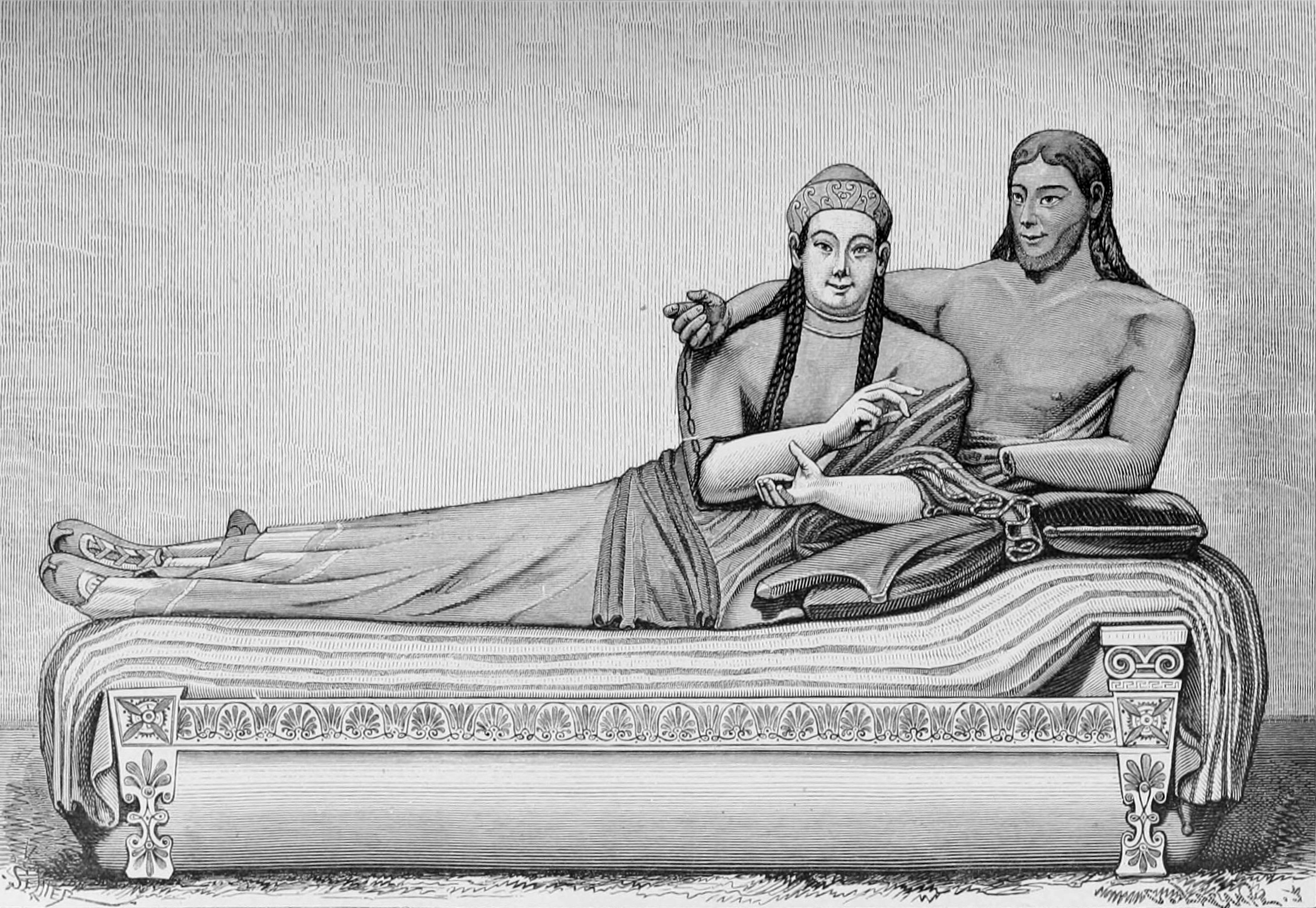
Tekening van de sarcofaag uit de 19e eeuw
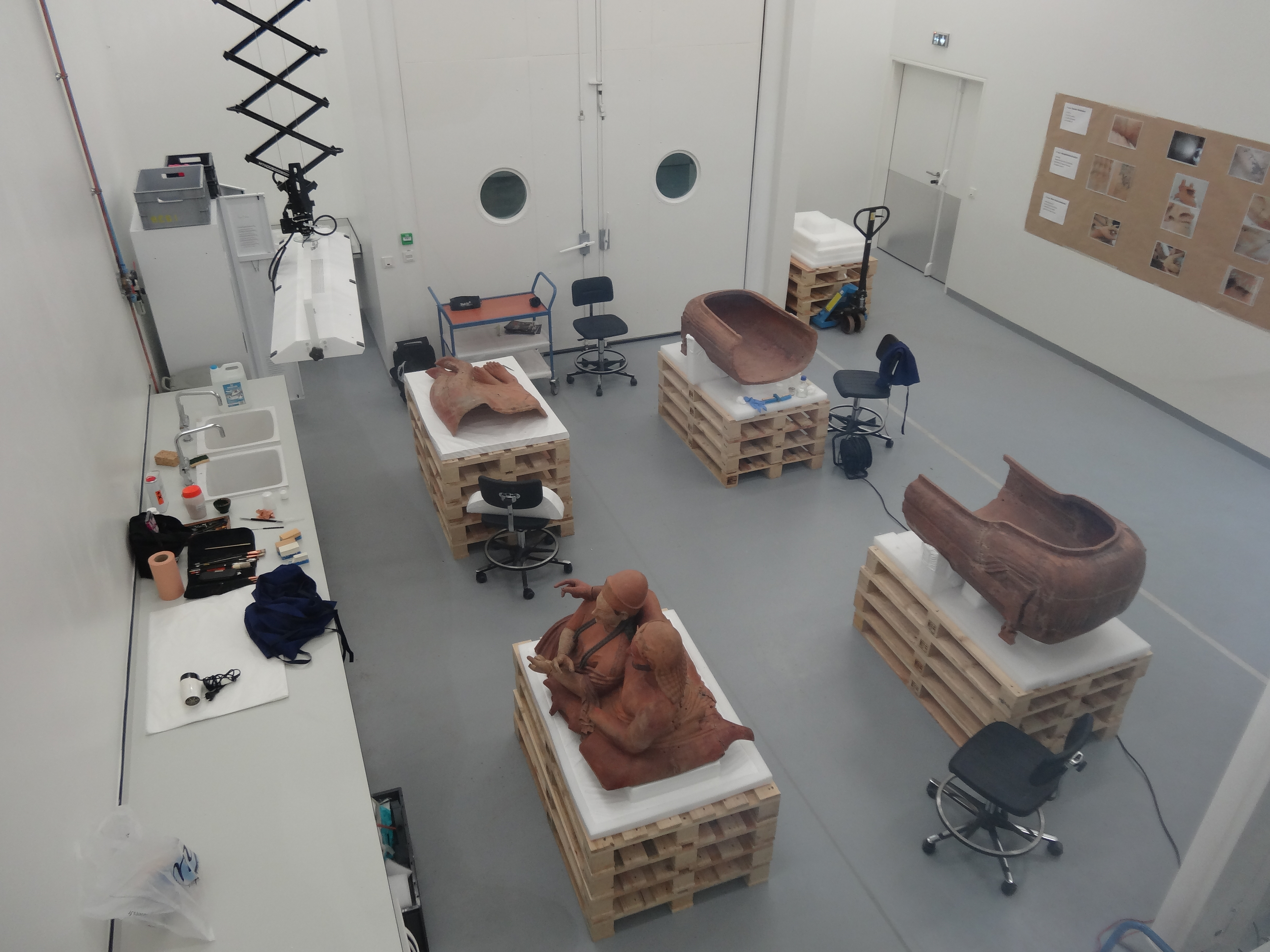
De sarcofaag tijdens de restauratie (2013)